# Lago Petron
Il lago Petron (greco: Λίμνη Πετρών) si trova in Grecia nella Macedonia Occidentale, nella prefettura di Florina.

## Geografia
Il lago si trova in una zona pianeggiante dell'Eordia settentrionale completamente circondata da montagne e colline calcaree: i monti Voras a nord, i monti Vermio a sud-est e i monti Verno a sud-ovest.
Il lago ha una superficie di circa 12 km² ed una profondità massima di 3 metri.
Una rete di canali, artificiali e naturali (dovuti alla natura carsica del sottosuolo) collegano il lago Petron con il lago Cheimaditida a monte ed il lago Vegoritida a valle.
Sulla costa occidentale si trova il villaggio di Petres, mentre poco a sud si trova la città di Amyntaio.
Le città più vicine sono:
- Florina a circa 40 km a ovest;
- Edessa a circa 20 km a est;
- Ptolemaida a circa 25 km a sud.

Il Lago Petron con il vicino Lago di Vegoritida costituiscono un ecosistema di grande importanza utilizzato da alcuni uccelli migratori per lo svernamento. Per questo motivo l'area è stata definita Sito di Importanza Comunitaria (SIC) e fa parte della rete Natura 2000 con il codice GR1340004.